# NK Zagora Unešić
Nogometni klub Zagora Unešić hrvatski je nogometni klub iz Unešića u Šibensko-kninskoj županiji.
U sezoni 2024./25. natječe se u 3. NL – Jug.

## Povijest
Osnovan je 1948. godine pod imenom Zadrugar Unešić. Tijekom svoga postojanja klub je više puta mijenjao ime. Jedno vrijeme se zvao 9. maj, od 1968. Razvitak, a od 1996. godine nosi ime NK Zagora. 
Prvi predsjednik kluba je bio Ilija Borzić.
Domaće susrete odigrava na svom igralištu Borovište.

## Klupski uspjesi
U sezoni 2008./09., postižu izvrsne rezultate u natjecanju za hrvatski kup. Redom eliminiraju: NK Bjelovar u 1/32, prvoligaša NK Osijek u 1/16 završnice, čelnog drugoligaša NK Karlovac, te se plasiraju u 1/4 finala hrvatskog Kupa isčekujući novog protivnika – zagrebačkog Dinama. U prvoj utakmici u Unešiću pred 7.000 gledatelja pobjedu je odnio Dinamo s 2:1. Pogodak za vodstvo zagore dao je Ivica Šupe. U drugoj su poraženi 5:1, a pogodak za Zagoru također je postigao Šupe.
U sezoni 2015./16. nakon 12 sezona u 3. HNL – Jug NK Zagora ispada iz lige kao pretposljednja na ljestvici iako su u predzadnjoj utakmici na Borovištu pred 1000 gledatelja imali do 65. minute vodstvo od 2:0 protiv izravnog konkurenta NK Jadran iz Ploča. Utakmica je završila neriješeno 2:2 i odluka o ispadanju se prenijela u zadnje kolo. Zagora je trebala pobjedu u Žrnovnici kod Mosora koji je već ispao a Jadran je za ostanak trebao kod kuće pobijediti Junaka pod uvjetom da Zagora ne pobjedi Mosora. Na kraju nakon vodstva Zagore Mosor daje gol i utakmica završava 1:1, a u Pločama Jadran u 85. minute daje gol za pobjedu od 1:0.
Nakon ispadanja u 1. ŽNL Zagora istu ekspresno osvaja i igra kvalifikacije za povratak u 3. HNL sa Škabrnjom. Prva utakmica u Škabrnji je završila 2:0 za Zagoru a u uzvratu na Borovistu pred 1500 gledatelja Zagora je glatko pobijedila 4:1 i tako se ekspresno vratila u 3. HNL – Jug.
Zagora Unešić je u sezoni 2022./23. osvojila 3. NL – Jug.
NK Zagora pobjednik je županijskog kupa
1994./95., 
1996./97., 
2000./01., 
2006./07., 
2007./08., 
2009./10., 
2012./13., 
2014./15., 
2015./16., 
2016./17., 
2017./18. i 
2018./19. godine.

## Škola nogometa
Osim seniorskog sastava u klubu postoji škola nogometa s četiri omladinska uzrasta.
Stariji pioniri i Kadeti igraju dalmatinsku ligu središta Split, dok mladi pioniri i juniori igraju županijsku ligu. 
Za 2021. godinu u planu je izgradnja još jednog stadiona s umjetnom travom u punim dimenzijama, u suradnji s HNS-om koji će biti namijenjen za treniranje i utakmice mladih uzrasta, a što će uvelike rasteretiti glavni teren.

## Vanjske poveznice
- Službena web-stranica
- Profil, HNS Semafor